# U-634
U-634 – niemiecki okręt podwodny (U-Boot) typu VII C z okresu II wojny światowej. Okręt wszedł do służby w 1942 roku. Kolejnymi dowódcami byli: Oblt. Hans-Günther Brosin, Oblt. Eberhard Dahlhaus.

## Historia
Wcielony do 5. Flotylli U-Bootów celem szkolenia załogi; 12 listopada 1942 roku w pobliżu Helu zderzył się z U-272. Oba U-Booty zatonęły, ale U-634 został później wydobyty; śmierć poniosło łącznie 29 członków załóg obu jednostek. Od lutego 1943 roku służył w 9. Flotylli jako jednostka bojowa.
Okręt odbył trzy patrole bojowe, podczas pierwszego z nich zatopił amerykański frachtowiec typu Liberty „Meriwether Lewis” o pojemności 7176 BRT.
18 kwietnia 1943 roku U-Boot uszkodził atakującą go łódź latającą Short Sunderland z 10. Dywizjonu RAAF; 13 czerwca 1943 roku zestrzelił maszynę tego samego typu z 228. Dywizjonu RAF.
27 sierpnia 1943 roku był jednym z U-Bootów pobierających paliwo z U-847 na drogę powrotną do bazy we Francji. Niedługo później, 30 sierpnia 1943 roku, U-634 został zatopiony na północnym Atlantyku na wschód od Azorów przez slup HMS „Stork” i korwetę HMS „Stonecrop” z eskorty konwoju SL 135. Zginęła cała 47-osobowa załoga U-Boota.